# ۱۴ عقاب
۱۴ عقاب یک ستاره است که در صورت فلکی عقاب قرار دارد.